# Know Your Enemy (album, Manic Street Preachers)
Know Your Enemy je šesté studiové album velšské rockové skupiny Manic Street Preachers. Album produkovali Dave Eringa, David Holmes, Greg Haver a Mike Hedges a vyšlo v březnu 2001 u vydavatelství Epic Records. Na albu se Nicky Wire poprvé představil jako zpěvák, zpíval hlavní vokály v písni „Wattsville Blues“.

## Seznam skladeb
Hudbu složil(i) Bradfield a Sean Moore, texty napsal(i) Nicky Wire, mimo „Ocean Spray“ (James Dean Bradfield).
| Pořadí | Název                                    | Délka |
| ------ | ---------------------------------------- | ----- |
| 1.     | Found That Soul                          | 3:05  |
| 2.     | Ocean Spray                              | 4:11  |
| 3.     | Intravenous Agnostic                     | 4:02  |
| 4.     | Let Robeson Sing                         | 3:46  |
| 5.     | The Year of Purification                 | 3:39  |
| 6.     | Wattsville Blues                         | 4:29  |
| 8.     | Miss Europa Disco Dancer                 | 3:52  |
| 9.     | Dead Martyrs                             | 3:23  |
| 10.    | His Last Painting                        | 3:16  |
| 11.    | My Guernica                              | 4:56  |
| 12.    | The Convalescent                         | 5:54  |
| 13.    | Royal Correspondent                      | 3:31  |
| 14.    | Epicentre                                | 6:26  |
| 15.    | Baby Elián                               | 3:37  |
| 16.    | Freedom of Speech Won't Feed My Children | 13:12 |

## Obsazení
Manic Street Preachers
- James Dean Bradfield – zpěv, kytara, klávesy v „Freedom of Speech Won't Feed My Children“
- Sean Moore – bicí, programované bicí, trubka
- Nicky Wire – baskytara, akustická kytara, doprovodné vokály, zpěv v „Wattsville Blues“

Ostatní hudebníci
- Nick Nasmyth – klávesy, doprovodné vokály
- Kevin Shields – kytara v „Freedom of Speech Won't Feed My Children“